# 미셰우 바스투스
미셰우 페르난제스 바스투스(포르투갈어: Michel Fernandes Bastos, 1983년 8월 2일 ~ )는 브라질의 전 축구 선수로, 포지션은 윙어이다. 풀백으로도 뛸 수 있다.